# (5546) Salavat
(5546) Salavat (1979 YS) – planetoida z pasa głównego asteroid okrążająca Słońce w ciągu 4,25 lat w średniej odległości 2,62 j.a. Odkryta 18 grudnia 1979 roku.